# Wilfred Krichefski
Wilfred Krichefski, né en 1916 et décédé en 1974, est une personnalité politique de Jersey et un dirigeant de télévision.

## Biographie
Après sa mort, il fut accusé de viol pédocriminel sur les orphelins du Haut de la Garenne et de ce fait relié à l'affaire de l'orphelinat de Jersey.
Il a dirigé Channel Television.